# Nikolaj Dmitrijevič Golicyn
Nikolaj Dmitrijevič Golicyn (rusky Никола́й Дми́триевич Голи́цын, někdy též Nikolai Galitzine, 31. březnajul./ 12. dubna 1850greg. Porečje, Moskevská oblast, Rusko – 2. července 1925 Leningrad, Sovětský svaz) byl ruský šlechtic a politik. Pocházel ze starobylého ruského rodu knížat Golicynů.
V době od 27. prosince 1916jul./ 9. ledna 1917greg. až do vypuknutí únorové revoluce 27. únorajul./ 12. března 1917greg. byl činný jako poslední ministerský předseda carského Ruska.
V roce 1924 byl v Leningradu zatčen komunistickou tajnou službou OGPU jako údajný kontrarevolucionář a následně zastřelen.